# Lamentation

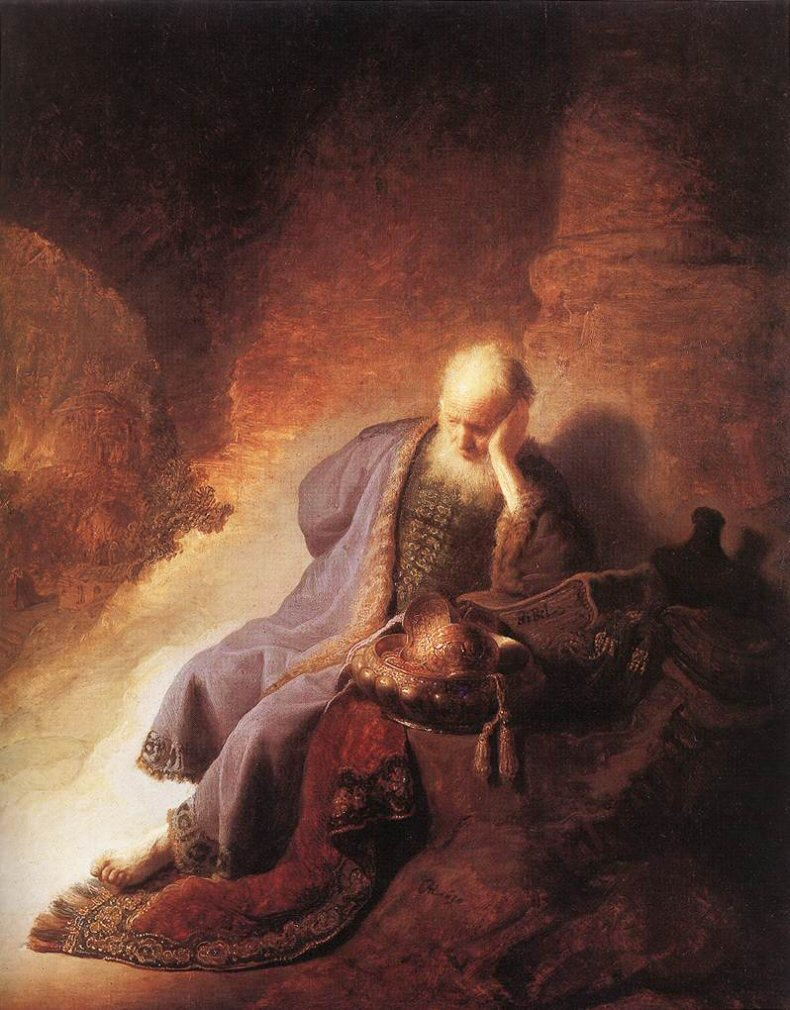
Jeremia sörjer Jerusalems förstörelse, Rembrandt

Lamentation (klagovisa) är liturgiska sånger vars texter bygger på Jeremias klagovisor i Bibeln. Lamentationer förekommer huvudsakligen inom den katolska liturgin.
Lamentationerna framförs under stilla veckan och är som regel polyfona och a cappella. Även den gamla västkyrkliga gregorianiken förekommer. Kompositioner som bygger på klagovisorna finns i riklig mängd från renässansen, och styckena kallas Lamentatione Jeremiae Prophetae.
Några berömda tonsättningar av lamentationerna har skrivits av bland andra Thomas Tallis (två sättningar), Jan Dismas Zelenka, Tomás Luis de Victoria och Palestrina.
Klagosång i till exempel opera kallas inte lamentationer, utan lamento.